# Baker (Montana)
Baker es una ciudad ubicada en el condado de Fallon en el estado estadounidense de Montana. En el Censo de 2010 tenía una población de 1741 habitantes y una densidad poblacional de 629,4 personas por km².

## Geografía
Baker se encuentra ubicada en las coordenadas 46°21′54″N 104°16′24″O / 46.36500, -104.27333. Según la Oficina del Censo de los Estados Unidos, Baker tiene una superficie total de 2.77 km², de la cual 2.51 km² corresponden a tierra firme y (9.18%) 0.25 km² es agua.

## Demografía
Según el censo de 2010, había 1741 personas residiendo en Baker. La densidad de población era de 629,4 hab./km². De los 1741 habitantes, Baker estaba compuesto por el 97.47% blancos, el 0.06% eran afroamericanos, el 0.4% eran amerindios, el 0.69% eran asiáticos, el 0% eran isleños del Pacífico, el 0.17% eran de otras razas y el 1.21% pertenecían a dos o más razas. Del total de la población el 1.26% eran hispanos o latinos de cualquier raza.